# Placówka Straży Celnej „Magura”

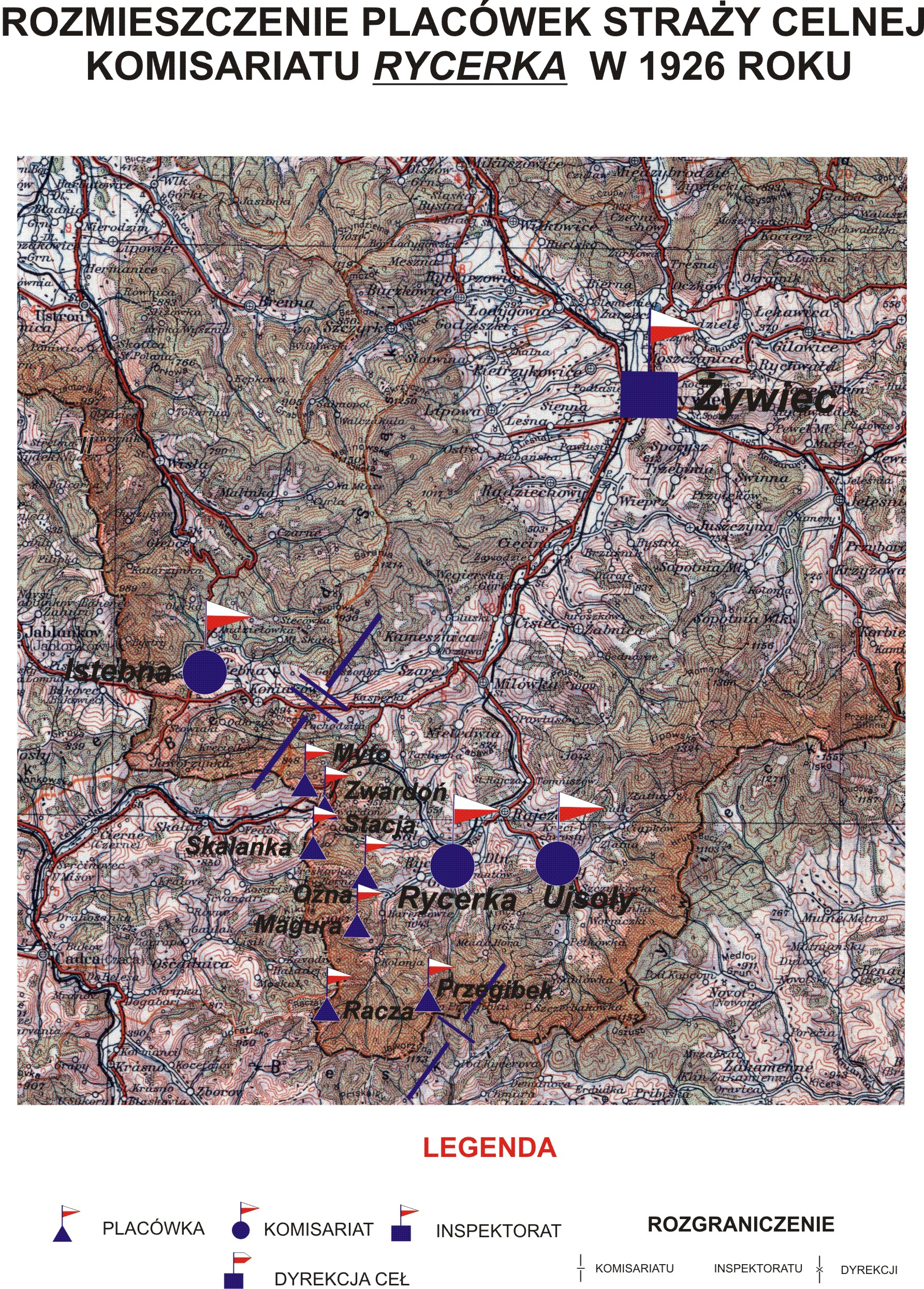
Rozmieszczenie placówek SC Komisariatu Rycerka w 1926 r.

Placówka Straży Celnej „Magura” – jednostka organizacyjna Straży Celnej pełniąca w okresie międzywojennym służbę ochronną na granicy polsko-czechosłowackiej.

## Formowanie i zmiany organizacyjne
Na wniosek Ministerstwa Skarbu, uchwałą z 10 marca 1920 roku, powołano do życia Straż Celną. Jednostki Straży Celnej rozpoczęły przejmowanie odcinków granicy od pododdziałów Batalionów Celnych. W 1921 roku w Jabłonce stacjonował sztab 1 kompanii 8 batalionu celnego. Kompania wystawiała również placówkę w Magórze. Proces tworzenia Straży Celnej trwał do końca 1922 roku. Placówka Straży Celnej „Magóra” weszła w podporządkowanie komisariatu Straży Celnej „Rycerka” z Inspektoratu SC „Żywiec”.
W drugiej połowie 1927 roku przystąpiono do gruntownej reorganizacji Straży Celnej. W praktyce skutkowało to rozwiązaniem tej formacji granicznej. Ochronę północnej, zachodniej i południowej granicy państwa przejęła powołana z dniem 2 kwietnia 1928 roku Straż Graniczna. W strukturach nowo powstałej formacji placówki „Magura” nie odtworzono.

## Funkcjonariusze placówki
Kierownicy placówki
| stopień    | imię i nazwisko, numer       | okres pełnienia służby | kolejne stanowisko |
| ---------- | ---------------------------- | ---------------------- | ------------------ |
| przodownik | Stanisław Staniszewski (138) | był w 1926             |                    |

Obsada personalna placówki w 1926:
- przodownik Stanisław Staniszewski (138)
- starszy strażnik Tadeusz Winiarski (234)
- starszy strażnik Bolesław Januszewski (364)
- strażnik Franciszek Turaczyk (1371)
- strażnik Antoni Elfinger (1351)
- strażnik Piotr Piechota (1698)
- strażnik Franciszek Strugała (2143)